# Župnija Hrenovice
Župnija Hrenovice je rimskokatoliška teritorialna župnija dekanije Postojna v škofiji Koper.

## Sakralni objekti
- - župnijska cerkev
- - podružnica

Od 1. januarja 2018  :
- - Cerkev sv. Urha podružnica
Veliko Ubeljsko